# Talin Bartholomäus
Talin Bartholomäus (* 7. Januar 2008 in Berlin) ist ein deutscher Schauspieler.

## Leben
Bartholomäus ist der Sohn des Schauspielers Thomas Bartholomäus und der DJ Maya Nikolic, Frontfrau der Band Cosma Nova. Er wurde in Berlin-Prenzlauer Berg geboren. Seine Eltern trennten sich, als er drei Jahre alt war. Seitdem lebt er sowohl in Berlin-Pankow als auch in Berlin-Weißensee. Seine Schwester Emelie Bartholomäus (* 2006) ist ebenfalls Kinderdarstellerin. Seine Stiefmutter ist die Schauspielerin Nela Schmitz, die durch die Telenovela Rote Rosen bekannt wurde.
2016 wirkte er in dem Musikvideo zum Song Wenn sie tanzt von Max Giesinger mit. Anschließend hatte er Episodenrollen in den ZDF-Serien Die Spezialisten – Im Namen der Opfer und Letzte Spur Berlin, sowie eine Nebenrolle in der Verfilmung des Romans Schneegänger von Elisabeth Herrmann an der Seite von Stipe Erceg und Max Riemelt. In der RTL-Serie Nachtschwestern spielt er eine durchgehende Nebenrolle als Sohn der Hauptdarstellerin Ines Quermann.

## Filmografie
- 2016: Wenn sie tanzt: Max Giesinger (Musikvideo)
- 2017: Die Spezialisten – Im Namen der Opfer (Fernsehserie)
- 2018: Letzte Spur Berlin (Fernsehserie, 1 Folge)
- 2019–2020: Nachtschwestern (Fernsehserie)
- 2019: Der Schneegänger (Fernsehfilm)
- 2020: Letzte Spur Berlin – Alibi
- 2020: Letzte Spur Berlin – Memory